# St Katharine Docks

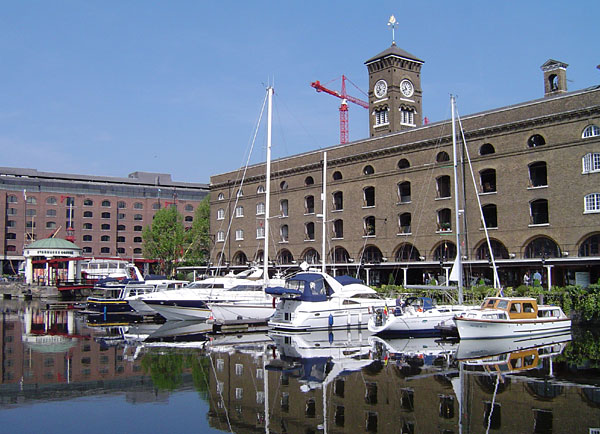
St Katharine Docks in 2004

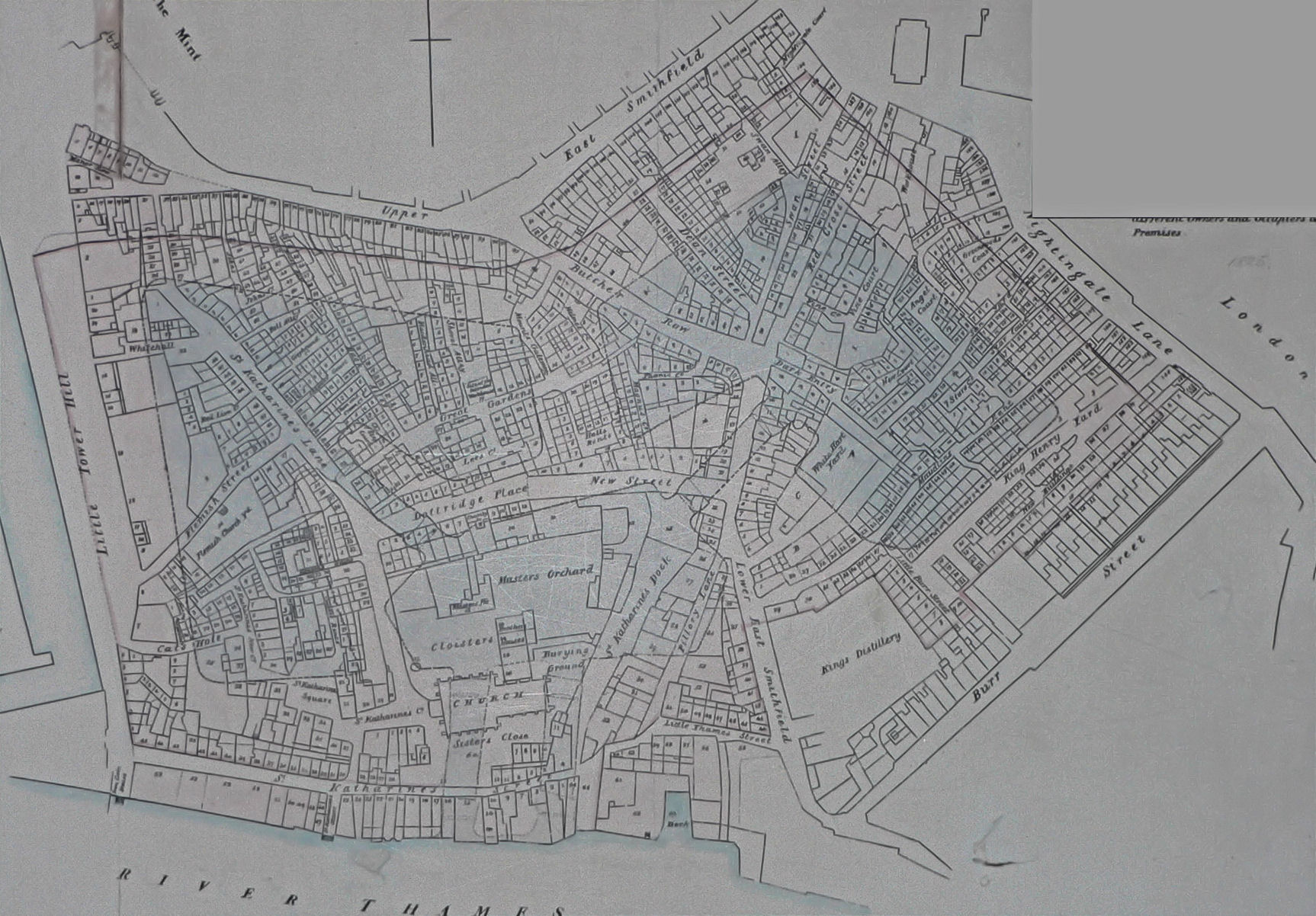
Tekening van de oude bebouwing en de geplande bassins en toegangssluis (in lichtblauw)

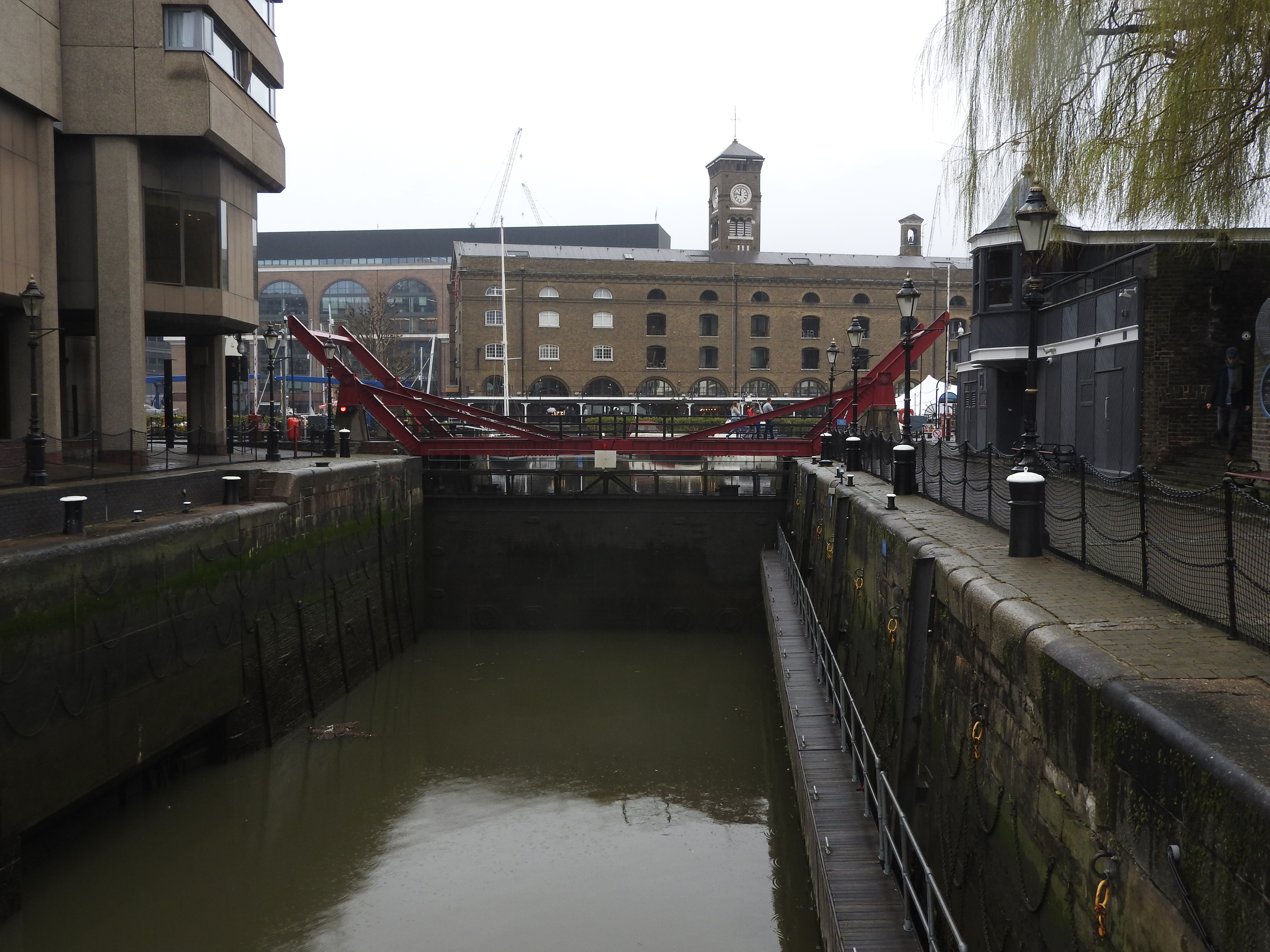
Toegangssluis met de pakhuizen op de achtergrond

De St Katharine Docks, in de London Borough of Tower Hamlets, was een commercieel havendok gelegen aan de noordzijde van de Theems net ten oosten van de Tower of London en de Tower Bridge. Het complex was deel van de haven van Londen in het gebied dat nu bekendstaat onder de naam Docklands, en is tegenwoordig een populair woon- en recreatiecomplex.

## Geschiedenis
De naam is afkomstig van een voormalig ziekenhuis uit de 12e eeuw op de locatie. In de 19e eeuw woonden er meer dan 11.000 mensen opeengepakt onder onhygiënische omstandigheden in het gebied. In 1823 werd de St Katharine Dock Company opgericht en medio 1824 kreeg deze toestemming het gebied ter grootte van 10 hectare te ontwikkelen voor industrie en havenactiviteiten, op basis van een plan ontwikkeld door ingenieur Thomas Telford.
Telford heeft bij zijn ontwerp een zo lang mogelijk kade centraal gesteld. Hij ontwierp twee bassins (oost en west), beide toegankelijk via een centraal gelegen bassin die in verbinding staat met de toegangssluis vanaf de Theems. De toegangssluis is 55 meter lang, 14 meter breed en 8 meter diep. Stoommachines, ontworpen door James Watt en Matthew Boulton, hielden het waterniveau in de bassins ongeveer vier voet boven die van de rivier. Er is weinig ruimte tussen de schepen en de gebouwen. De goederen werden dan ook direct overgeslagen van de pakhuizen in de schepen. Het geheel werd ommuurd om smokkel en diefstal van de goederen te voorkomen. De dokken werden officieel geopend op 25 oktober 1828 door de Elizabeth, een zeilschip van 700 ton, die de sluis als eerste passeerde. Tot 1830 was er meer dan £ 2 miljoen geïnvesteerd.
Het dok lag zeer centraal en werd aanvankelijk druk bezocht. Het was vooral een stapelplaats voor luxe goederen, zoals ivoor, schelpen, wol, wijn, thee en specerijen. Veel gebouwen hebben namen die hieraan refereren, zoals Ivory House, Indigo House en Marble Quay. De schepen werden echter groter en pasten niet meer in de sluis en de bassins. Een ander nadeel was het ontbreken van een goede verbinding met het spoornetwerk. In 1864 fuseerde het met de London Dock Company en gingen samen verder onder de naam The London and St Katharine Docks Company. In 1909 nam de Port of London Authority het beheer over.
St Katharine werd door de Duitse bombardementen in de Tweede Wereldoorlog ernstig beschadigd en daarna niet meer volledig opgebouwd. In 1968 sloot het dok, en werd het verkocht aan het Greater London Council. In de jaren zeventig werden de overgebleven pakhuizen opgeknapt en werd er een jachthaven aangelegd.

## Pier

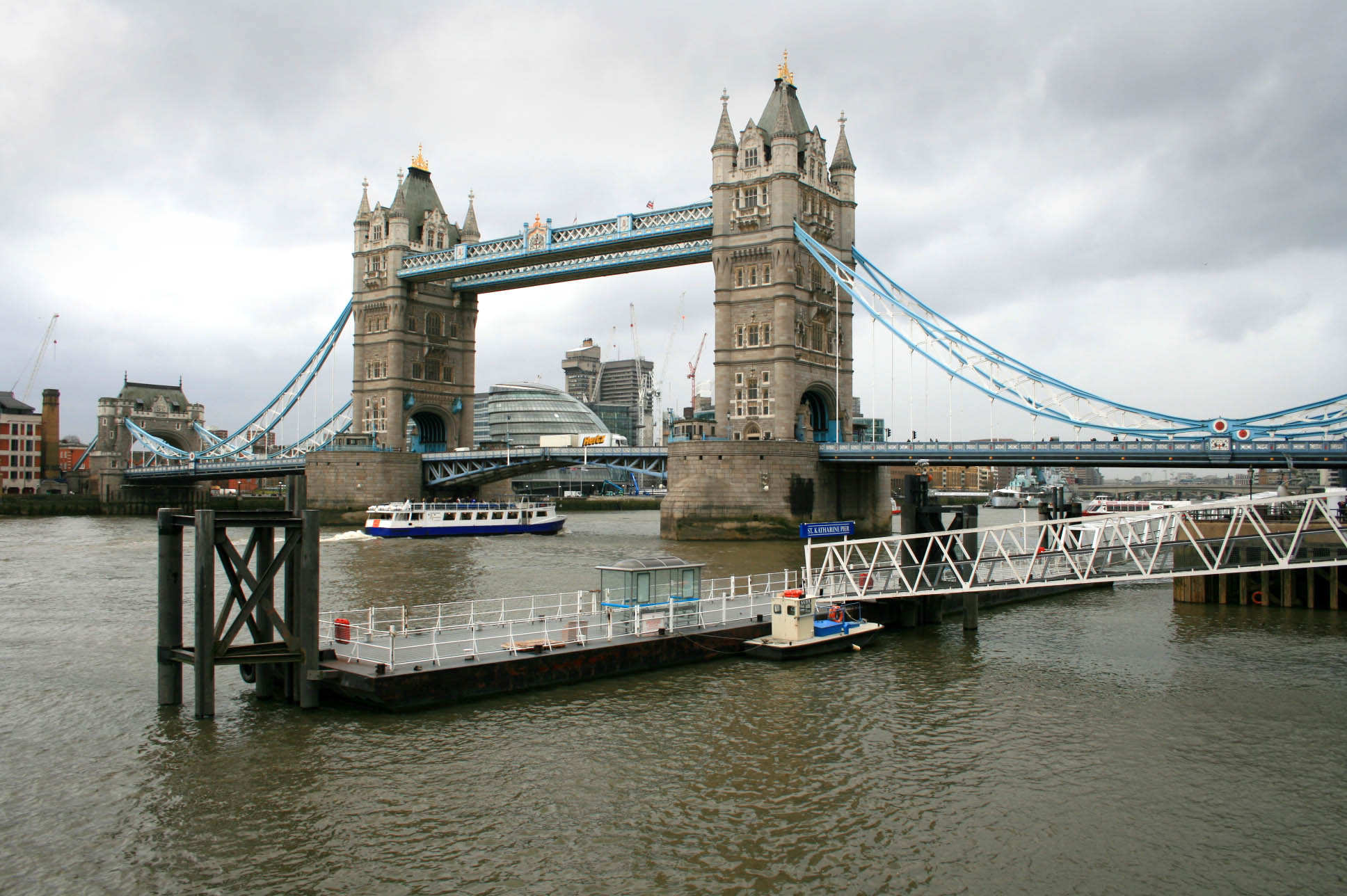
St Katharine Pier met de Tower Bridge op de achtergrond

Vanaf de nabijgelegen St Katharine Pier, beheerd door de London River Services, kan men gebruikmaken van verschillende watertransportdiensten.